# Megachile huascari
Megachile huascari är en biart som beskrevs av Cockerell 1912. Megachile huascari ingår i släktet tapetserarbin, och familjen buksamlarbin. Inga underarter finns listade i Catalogue of Life.